# Търновска окръжна спартакиада
Търновска окръжна спартакиада са масови спортни игри, провеждани в Търновски окръг в периода 1948 – 1985 г.
Една от първите спартакиади завършва в Търново на 31 май 1959 г. В нея участват обшо 1526 участници. През 1963 г. се провежда V републиканска спартакиада.
Следващата година Великотърновски окръг е разделен на 4 спортни подрайона: Великотърновски, Горнооряховски, Свищовски и Павликенски. Спортистите от Полски Сеновец спадат към Великотърновски спортен подрайон.
Съревнованията започват в близкото с. Ресен. Много силно е представянето на състезателите от с. Полски Сеновец, които постигат успехи в редица спортове. Финалите за целия окръг се провеждат в Стражица. Крайното класиране е следното:
- баскетбол (мъже):  1-во място – „Ботев“ (Дебелец), 2-ро м. – Ресен, 3-то м. – Полски Сеновец, 4-то м. – Килифарево, 5-то м. – Церова кория;
- волейбол (мъже): 1-во място – Полски Сеновец, 2-ро м. – Обединение, 3-то м. – Ресен;
- волейбол (жени): 1-во място – Стражица, 2-ро м. – Караисен, 3-то м. – Овча могила, 4-то м. – Полски Сеновец;
- тенис на маса (жени): 1-во и 2-ро място – С. Янкова и С. Тангълова (Полски Сеновец), 3-то м. – Ц. Данаилова (Овча могила).

Александър Стойков от Полски Сеновец е избран за член на ревизионната комисия на поделението на БСФС във Велико Търново.
Резултати от окръжна спартакиада в началото на 1970-те години:
- волейбол (мъже): 1-во място – „Ботев“ (Долна Оряховица), 2-ро м. – „Победа“ (Кесарево), 3-то м. – „Лозен“ (Сухиндол);
- баскетбол (мъже): 1-во място – „Бачо Киро“ (Бяла черква), 2-ро м. – „Д. Генков“ (Поликраище), 3-то м. – Ресен;
- футбол (мъже): 1-во място – „Левски“ (Стражица), 2-ро м. – „Левски“ (Караисен), 3-то м. – „Спартак“ (Полски Сеновец);
- лека атлетика – победители: Александър Славков (Златарица, троен скок), И. Бейков (Златарица, скок на дължина), А. Иронова (Драгомирово бягане 800 м), Н. Гешева (бягане 200 м), П. Ангелова (бягане 100 м).